# اچ‌ام‌اس ساکر
اچ‌ام‌اس ساکر (به انگلیسی: HMS Saker) یک کشتی است.